# The Address Downtown Dubai
The Address Downtown, (tiếng Ả Rập: فندق العنوان داون تاون) trước đây là The Address Downtown Dubai, là một tòa nhà 63 tầng cao 302,2 m và nằm trong khu Downtown đắc địa của Dubai, Các tiểu vương quốc Ả Rập thống nhất. Nó được xây dựng bởi Emaar Properties Group.

## Tổng quan
Là tòa nhà cao thứ hai ở Dubai vào năm 2008. Nó là một cấu trúc trong sự phát triển vượt bậc mang tên Downtown Dubai, bao gồm các tòa nhà siêu cao tầng, kể cả tòa nhà Burj Khalifa. Hiện nay đó là tòa nhà cao thứ 22 ở Dubai. Tốn 845 triệu UAE dirham và được hoàn thành vào tháng 9 năm 2008.
Khu phức hợp gồm khách sạn và khu dân cư 5 sao này có 196 phòng và 626 căn hộ dịch vụ.

## Vụ hỏa hoạn đêm giao thừa 2015-2016
Khoảng 21:00 giờ địa phương ngày 31 tháng 12 năm 2015, một đám cháy xảy ra trên tầng 20 của tòa nhà. Khu vực nơi ngọn lửa được cho là đã bắt đầu lan ra các dãy nhà ở tầng đó. Trung tâm mua sắm Dubai gần đó cũng được sơ tán để phòng ngừa. Đây là nơi thích hợp để du khách và người dân xem cuộc trình diễn pháo hoa nghệ thuật tại Burj Khalifa và Burj Al Arab.
Văn phòng truyền thông của Dubai cho biết ngọn lửa bắt đầu trên sân thượng tầng 20. Các vụ nổ không rõ nguồn gốc đã được người dân nghe thấy và nói là ngọn lửa lan sang các phần khác của tòa nhà. Sau đó, những mảnh vụn rơi xuống từ tòa nhà và những đám khói lan ra. Bình luận về tốc độ mà ngọn lửa lan truyền, Jonathan Gilliam, một nhà phân tích thực thi pháp luật CNN, nói, "Điều này trông cực kỳ khủng khiếp. Nó đang cháy lan ra rất nhanh".
Một đại diện của Bộ Quốc phòng Dubai cho biết bốn đội cứu hỏa riêng biệt đã đến để khống với ngọn lửa. Một khi ngọn lửa đã được dập tắt, kế hoạch là đảm bảo rằng ngọn lửa không lan ra bằng các quy trình làm mát và để tìm kiếm bất kỳ cá nhân bị mắc kẹt, theo Trưởng Cảnh sát Dubai, Thiếu tướng Khamis Mattar Al Mazeina.

Vụ hỏa hoạn đêm giao thừa tại tòa tháp

Theo Văn phòng Truyền thông Dubai, 14 người bị thương nhẹ và một người bị thương nặng, một người lên cơn đau tim trong quá trình di tản. Tờ Thời báo Ấn Độ báo cáo rằng một nhiếp ảnh gia, không được nêu tên, đang chuẩn bị chụp ảnh pháo hoa tại tòa tháp Burj Khalifa, Dubai thì ông bị mắc kẹt trên ban công trên tầng 48 của khách sạn, cách ngọn lửa 10 mét. Ông đã gửi tin nhắn cảnh báo cho chính quyền về trường hợp khẩn cấp của mình và ông cột một sợi dây thừng xung quanh mình vào khung cửa sổ gần đó và trèo ra ban công trước khi được giải cứu.
Những người hít phải khói độc và những vết thương nhỏ được điều trị bởi 20 bác sĩ và 50 y tá từ Sở Y tế Dubai tại địa điểm, theo Al Mazeina. Tổng giám đốc của Bộ Quốc phòng Dubai, Thiếu tướng Rashid Thani Rashid Al Matroushi, nói rằng tất cả cư dân của khách sạn đã được sơ tán, không ai trong số những người bị thương là trẻ em và ngọn lửa đó "xảy ra bên ngoài tòa tháp và phần lớn ngọn lửa không lan vào bên trong". Nhiều người tại địa điểm than phiền rằng cả hệ thống báo cháy và hệ thống phun nước đều không được kích hoạt trong đám cháy.
Người thuê phòng khách sạn và cư dân đã có thể vào tòa nhà bị cháy vào ngày hôm sau để lấy và thu xếp đồ đạc. Cảnh sát Dubai không cho phép quay phim cũng như các nguồn tin cho rằng không có bằng chứng về vòi phun nước chữa cháy được kích hoạt. Video cho thấy không có báo cháy; vòi phun nước hoặc thủ tục sơ tán thích hợp.
Chỉ trích của người dân phần lớn là lớp phủ bên ngoài - lớp vật liệu được cố định bên ngoài của tòa nhà để cách nhiệt - được thực hiện trong thiết kế của tòa nhà; lớp phủ này có thể đã góp phần vào sự lây lan của lửa.
Vào ngày 20 tháng 1 năm 2016, Cảnh sát Dubai đã tổ chức một cuộc họp báo để xác nhận rằng ngọn lửa đã gây ra bởi một mạch điện bị rò rỉ. Cuộc điều tra đã xác định rằng đoạn mạch của các dây điện của ánh đèn sân khấu được sử dụng để chiếu sáng tòa nhà từ tầng 14 đến tầng 15. Sau khi điều tra, các chuyên gia xác định rằng ngọn lửa lan ra phần lớn là do ống dẫn giữa căn hộ số 1401 và căn hộ số 1504.. Các chuyên gia đã tiến hành điều tra thêm về căn hộ số 1504 và rút ra kết luận rằng đám cháy lan sang bên kia cửa sổ được nối với gờ và các mảnh vụn rơi ra phần lớn ở số căn hộ số 1401. Cảnh sát đã nói rằng các bức ảnh được đội giám định chụp được công bố trong cuộc họp báo cho thấy dây điện không bị lộ ra trong ống dẫn giữa hai căn hộ. Người đầu tiên phát hiện là một vị khách đang sống trên tầng 18 của tòa nhà sau đó ông gọi cho lễ tân để thông báo rằng ông có thể ngửi thấy một cái gì đó đang cháy và bắt đầu nhìn thấy khói.
Emaar cung cấp nhà ở cho những người có căn hộ bị ảnh hưởng bởi vụ hỏa hoạn. Khách nghỉ tại khách sạn vẫn đang chờ đợi để được bồi thường cho các vật dụng bị mất và hư hỏng do hỏa hoạn.